# 空の霊柩車
『空の霊柩車』（からのれいきゅうしゃ、英: The Empty Hearse）は、BBCが2014年に制作したドラマ『SHERLOCK』のシーズン3・エピソード1である。
原案は『空き家の冒険』"The Adventure of the Empty House"（1903年）である。またゲイティスによれば、ドイル自身によるホームズシリーズの外典『消えた臨時列車』（英: The Lost Special）もプロットの一部に使われている。

## あらすじ
シャーロックの「自殺」から2年が経ち、法廷ではシャーロックの潔白が証明される。親友の死に傷付き、221Bを離れたジョンは、メアリーという人生の伴侶を見つけていた。一方のシャーロックはマイクロフトに、セルビアでの潜入任務を終わらせるよう求められる。ロンドンの地下組織による大規模なテロ計画を食い止めるため、シャーロックは帰国する。
2年ぶりにベーカー街を訪れ、ハドスン夫人に結婚の報告をしたジョンは、メアリーにプロポーズしようとレストランに訪れる。ところがプロポーズの直前に、彼を驚かせようとしたシャーロックによる邪魔が入ってしまう。シャーロックの生還への驚きと、生存を一言も知らせなかった怒りから、ジョンはシャーロックを殴り倒す。
シャーロックの「自殺」後、警察を退職していたアンダーソンは、「空の霊柩車」（英: The Empty Hearse）というグループで、シャーロックの生存説を検証し続けている。グループの会合中に、シャーロックの帰還が正式発表される。
ジョンと和解できないシャーロックは、モリーを新しい相棒に据える。2人は、地下鉄の監視カメラをチェックしているシルコットから、消えた乗客の謎を依頼される。終電に乗り込んだ客が、次の駅では車内から消えていたのだった。シャーロックはその乗客が、政府の海外開発大臣で貴族院議員のモラン卿であると気付く。同じ頃、シャーロックと和解しようと221Bを訪れたジョンは、玄関先で誘拐されてしまう。ガイ・フォークス・デイのガイ人形に詰められ、火を点けられるが、メアリーがスキップコードに気付き、すんでの所で助け出される。
ジョンが襲われた翌朝、シャーロックはモラン卿の乗り込んだ地下鉄が、次の駅に着く際に1車両を切り離していることに気付く。スマトラ通りと国会議事堂の真下に、開業せず使われていない廃駅があることが分かり、シャーロックとジョンは、モランの狙いがテロ対策法案の可決阻止だと推理する。廃駅に向かった2人は、線路を辿り爆弾が仕掛けられた車両を見つける。モラン卿はホテルから遠隔操作で時限爆弾のスイッチを入れるが、シャーロックが爆弾本体のスイッチを切ったことで爆弾は作動しなかった。モラン卿は滞在していたホテルから逃げようとしたが、エレベーターホールでホテルの従業員等に変装した諜報部の要員たちによって確保され、国会議事堂の爆破テロ計画は頓挫する。
シャーロックは後日、アンダーソンに偽装自殺のからくりを教え、切り裂きジャックを模した白骨遺体の一件が彼の仕業だと見破る。一方のアンダーソンは、計画の無謀さや、偽装自殺前のシャーロックの態度から嘘ではないかと勘繰るが、既にシャーロックは立ち去っている。シャーロックとジョンは221Bの前に集まるマスコミの取材を受けていた。
カットが変わり、ガイ人形中のジョンを救出するシャーロックとメアリーの映像を観る眼鏡の男（マグヌッセン）が映る。

## キャストと日本語吹替

### 本編
シャーロック・ホームズ
演 - ベネディクト・カンバーバッチ、声 - 三上哲
ジョン・ワトスン
演 - マーティン・フリーマン、声 - 森川智之
ハドソン夫人
演 - ユーナ・スタッブス、声 - 谷育子
レストレード警部補
演 - ルパート・グレイヴス、声 - 原康義
マイクロフト・ホームズ
演 - マーク・ゲイティス、声 - 木村靖司
ジム・モリアーティ
演 - アンドリュー・スコット、声 - 村治学
モリー・フーパー
演 - ルイーズ・ブリーリー、声 - 片岡身江
メアリー・モースタン
演 - アマンダ・アビントン、声 - 石塚理恵
フィリップ・アンダーソン
演 - ジョナサン・アリス、声 - 内田岳志
ハワード・シルコット
演 - デイヴィッド・フィン、声 - 不明
アンシア
演 - リサ・マカリスター、声 - うえだ星子
トム（モリーのボーイフレンド）
演 - エド・バーチ、声 - 山野井仁
シャーロック・マイクロフトの父親
演 - ティモシー・カールトン、声 - こねり翔
シャーロック・マイクロフトの母親
演 - ワンダ・ヴェンサム、声 - 宮沢きよこ
ダレン・ブラウン
演 - ダレン・ブラウン（本人役）、声 - 不明
チャールズ・アウグストゥス・マグヌセン
演 - ラース・ミケルセン（クレジット無し、姿のみの出演）

### オーディオ・コメンタリー
- スティーヴン・モファット（制作総指揮、脚本共同制作者）
- マーク・ゲイティス（脚本、制作総指揮、マイクロフト役）
- ユーナ・スタッブス（ハドスン夫人役）
- スー・ヴァーチュー（制作）

## スタッフ
- 脚本 - マーク・ゲイティス
- 制作者 - スティーヴン・モファット
- 監督 - ジェレミー・ラヴァリング[注 1]
- プロデューサー - スー・ヴァーチュー
- 音楽 - デヴィッド・アーノルド、マイケル・プライス（英語版）
- 撮影監督 - スティーヴ・ローズ
- 美術監督 - アーウェル・ウィン・ジョーンズ
- 編集 - チャーリー・フィリップス
- エグゼグティブ・プロデューサー（PBS マスターピース） - レベッカ・イートン
- エグゼグティブ・プロデューサー（BBC） - ベサン・ジョーンズ
- 製作総指揮 - スティーヴン・モファット、マーク・ゲイティス、ベリル・ヴァーチュー

## 原作との対比
原案は『空き家の冒険』"The Adventure of the Empty House"（1903年）である。
原題の"The Empty Hearse"（訳題：空の霊柩車）は、原案『空き家の冒険』のタイトル"The Empty House"とよく似た音になっている。これはアンダーソンのシャーロック生存検証会の名称になっている。
ジョンはシャーロックの「死」を経て、人生の伴侶・メアリーに出会う。一方ワトスンは、「大空白時代」前の『四つの署名』後にメアリーと結婚し、「大空白時代」中に妻を亡くしたことが示唆されている。また2年の間にジョンは髭を生やすようになったが、原典で初めてワトスンの髭に言及されるのは、第3短編集「帰還」所収の『犯人は二人』である。
潜入任務から戻ったシャーロックに、マイクロフトは「ハチみたいに飛び回っていたか」と尋ねる。ホームズは、『最後の挨拶』などで、探偵業の引退後サセックスに居を構え、趣味の養蜂に取り組んでいたとされている。モリアーティの組織の壊滅において鍵を握っていた「モーパーシャス男爵」（英: Baron Maupertuis）は、『ライゲートの大地主』で、語られざる事件として名前が挙がる。またシャーロックの言う「ロンドンは巨大な掃きだめだ」との言葉は、『緋色の研究』冒頭でワトスンが述べるものである。
ハドスン夫人は、シャーロックの「自殺」から2年間、彼の荷物に手を付けられなかったと語るが、原典『空き家の冒険』では、マイクロフトの手配で、221Bが「大空白時代」中も保存されていたと語られる。
ジョンと再会するシャーロックは、給仕を装ってフランス語訛りで話しかける。『フランシス・カーファックス姫の失踪』ではホームズがフランス人労働者に変装しているほか、『ギリシャ語通訳』では、ホームズの祖母がフランス人だとされている。偽装自殺の方法をジョンに説明する中で、シャーロックは「日本の柔術」に言及する。『空き家の冒険』では、ホームズが、ライヘンバッハの滝では日本の武術である「バリツ」によって助かったと述べる。
221Bに戻ったシャーロックは、ハドスン夫人を彼女が叫ぶほど驚かせるが、『空き家の冒険』で帰還したホームズも、ハドスン夫人がヒステリーを起こすほど驚かせている。またこのシーンで、扉を開ける前にシャーロックのシルエットが窓に映るが、『空き家の冒険』ではホームズのシルエットが事件の鍵となる。
モファットはシーズン3のキーワードとして、「ネズミ」「結婚式」「誓い」の3つを挙げていた。本作では、その内「ネズミ」が使用されている。テロの指標として監視する人物を、シャーロックは「沈む船から逃げ出すネズミ」に例える。また、爆弾が仕掛けられた廃駅は、スマトラ通りの真下にある。これは、『ライゲートの大地主』で言及される「語られざる事件」の1つ「スマトラの大鼠」事件から取られたものである。
シャーロックは「場違いな広告も指標になる」と語るが、原典のホームズは、『覆面の下宿人』などで新聞広告を隈無く読んでいたとされている。続いてマイクロフトとシャーロックは、依頼人の帽子を元に推理ゲームを始める。一方のホームズは、『青い紅玉』で、拾得物の帽子から持ち主について推理を行っている。この推理では、ホームズが帽子に蝋染みが5つあると指摘するが、本作での帽子の補修回数も、また5回である。マイクロフトとの推理合戦自体は、『ギリシャ語通訳』冒頭にあるシーンである。更に、帽子を男物だと推理したマイクロフトは、「確率の問題だよ」（英: "Balance of probability."）と述べるが、これは『四つの署名』からの引用である。更に彼の言う「初歩だよ」（英: Elementary.）との台詞は、『背中の曲がった男』でホームズが口にするものである。
モリーを相棒に据えたシャーロックへ持ち込まれる依頼には、『這う男』、『花婿失踪事件』の筋書きが使われている。
ジョンの診療所へやってくる、スジコラ氏の家庭医はヴァーナー医師だが、この名前は『ノーウッドの建築業者』で、ワトスンの医院を購入したホームズの親戚医師のものである。患者のスジコラ氏はチャーチ街で雑誌やDVDの店を営んでおり、ポルノ作品数枚をジョンに持ってくる。このタイトル『樹木崇拝』『英国の鳥類』『神聖戦争』などは、ホームズが『空き家の冒険』でワトスンと再会する際、チャーチ街の書店の老人に化けて持ってきた本と同じである。原典に目配せしてか、その後ジョンは、スジコラ氏がシャーロックの変装ではないか疑ってかかっている。
メアリーに届くスキップコードには、「ジョン・ワトスンかジェームズ・ワトスンか？」（英: John or James Watson?）との文があるが、これは原典の『唇のねじれた男』でメアリーがワトソンをなぜか「ジェームズ」と呼んでいたことから取られている。またこのスキップコード自体は、『グロリア・スコット号』で使われている。
モラン卿の乗った車両が廃駅で切り離される筋書きは、ドイルの短編『消えた臨時列車』と共通しており、ゲイティスもこのことを認めている。この作品では、ポイントで列車を脇線に引き込むトリックが使われており、またホームズらしき人物が登場することから、ホームズシリーズの外典として扱われている。シャーロックの言う「他の要素を消して残るのが真実だ」という台詞は、ホームズシリーズで幾度となく使われてきたホームズの名言だが、この外典中でも同じように使われている。
国会議事堂の爆破テロ実行犯・モラン卿の名前は、『空き家の冒険』の犯人でモリアーティ教授の右腕だった、セバスチャン・モラン大佐から取られている。

### スマトラ通り
廃駅や側線を探すシャーロックは、セント・マーガレット街、ブリッジ街、スマトラ通り、パーラメント街を挙げる。この内、スマトラ通りを除いた3つの通りは、いずれも国会議事堂であるウェストミンスター宮殿に程近い場所に位置している。一方のスマトラ通りは、西ハムステッドに位置し、国会議事堂とは全く別の場所である。なお「スマトラ通り下の廃駅」はあくまで架空の存在であり、語られざる事件である「スマトラの大鼠」を活かすための意図的な脚本だと考えられる。地図中には、以下を示した。
地図1（ロンドン中心部の地図）
1. ベーカー街221B（シャーロックとジョンの下宿、地図中 "221B"）Googleマップ
2. ペルメル街（英: Pall Mall、マイクロフトの自宅とディオゲネス・クラブ (en) の所在地）Googleマップ
3. セント・マーガレット街（英: St Margaret's Street、地図中 "St.Margaret"・）Googleマップ
4. ブリッジ街（英: Bridge Street、地図中 "Bridge St."・）Googleマップ
5. パーラメント街（英: Parliament Street、地図中 "Parliament"・）Googleマップ
6. ウェストミンスター宮殿（地図中「国会議事堂」）Googleマップ

地図2（グレーター・ロンドンの地図）
1. ベーカー街221B（地図中 "221B"）
2. スマトラ通り（英: Sumatra Road）Googleマップ
3. ウェストミンスター宮殿（地図中「国会議事堂」）

## シャーロックの帰還
前シリーズ最終話『ライヘンバッハ・ヒーロー』でシャーロックが偽装自殺してから、その方法についてファンの間では議論が巻き起こり、検証動画を投稿するファンまで現れた。当話のDVD特典映像"The Fall"（飛び降りのからくり）には、"SETLOCK"（セットロック、このシリーズの撮影やセット見学に訪れること）に訪れたファンの推論がいくつか収録されている。そうしたファンの推論は、一部が作品に取り入られている。脚本のモファット・ゲイティスは、前作『ライヘンバッハ・ヒーロー』でのシャーロックの行動に、ヒントがいくつも隠されていたと明かしている。
シャーロックの使った方法については、本物からダミーまで数種類のプロットで撮影が行われた。あまりに沢山の方法が撮影されたため、マスコミですらどれが本当か分からなかったようだと、スー・ヴァーチューが語っている。
シーズン3のプロモーションとして、BBCとハーツウッド・フィルムズは、1台の霊柩車を用意した。放送日を告知するように、"SHERLOCK 01 01 14 - BBC ONE"と花が飾られた霊柩車は、2013年11月29日にロンドン中を走り番組宣伝を行った。また、11月23日に放送された『ドクター・フー』50周年スペシャル「ドクターの日」にて、ティーザー予告とハッシュタグ"#SherlockLives"（訳：シャーロックは生きてる）が公開されている。
劇中シャーロックの生存が速報された際に、「シャーロックは生きていた」とするハッシュタグがトレンド入りした描写がある。これは元々、『空き家の冒険』発表時に読者が熱狂したことに由来するが、この現象はドラマ放送時にも実際に起こった。マーク・ゲイティスが元日の放送を告知したツイートは6000回以上もリツイートされ、放送中にもハッシュタグ"#SherlockLives"を付けたツイートが98000件以上も投稿された。
一方で、脚本では偽装自殺の方法が煙に巻かれており、劇中のアンダーソンや脚本陣の言う通り、シャーロックの答える方法が本当に使われたかどうかは確証が無い。なお方法の説明シーンではできるだけ実際の映像を使い、CGは最小限にしたと語られている。

## 設定・制作秘話
冒頭、アンダーソンの推理するシャーロックの偽装自殺計画には、実際のメンタリスト（催眠術師）ダレン・ブラウンが本人役で登場している。
ジョンがメアリーにプロポーズしようと予約するレストラン・ダフォディル（英: The Daffodil）は、映画館を改装してレストランにした店である。このレストランの外観には、実際にメリルボーン通りに面するランドマークホテル・ロンドン（英: The Landmark London）が使われている。メリルボーン通りは、シャーロックとジョンの下宿があるベーカー街に程近い場所に位置する。
本作で初登場するメアリー・モースタン役のアマンダ・アビントンは、ジョン役のマーティン・フリーマンにとって、実際のパートナーでもあった。また、シャーロック・マイクロフトの両親として登場するティモシー・カールトン、ワンダ・ヴェンサムは、シャーロック役のベネディクト・カンバーバッチにとって実の両親である。

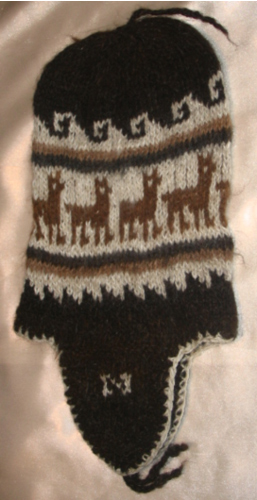
マイクロフトの言うチューヨ。

マイクロフトとシャーロックが興じているゲームは、チェスとオペレーション・ゲームである。推理ゲーム中に、マイクロフトは帽子をアルパカ毛でアンデス産のチューヨ、シャーロックはアイスランド産のウールだと推理する。
劇中切り裂きジャックを模した事件が発生するが、この事件はホームズシリーズ連載中の1888年に起きており、ホームズと切り裂きジャックの対決自体は何度も題材にされてきた（切り裂きジャックを扱った作品参照）。一方で、原作のドイル自身が、この題材について扱ったことは無い。
ジョンはガイ・フォークス・ナイトのガイ人形中で燃やされかける。11月5日に行われるこの行事は、ジェームズ1世らを殺そうと、ガイ・フォークスらが計画した火薬陰謀事件に基づく祭りである。モラン卿が国会議事堂の真下に爆弾を仕掛ける筋書きは、この事件に由来する。またジョンが詰め込まれたガイ人形は、セント・ジェームズ小教会に設置された設定である。字幕では、英語の「セント・ジェームズ」がイエスの使徒ヤコブを指すことから、「聖小ヤコブ教会」とされている。モラン卿が爆弾の遠隔操作キーとして入力する「051113」は、英国式の日付で2013年11月5日を指し、エピソードの年代設定がこの前後だと分かる。
スマトラ通りの廃駅は、廃駅になっていたオールドウィッチ駅を使って撮影された。実際の地下鉄車両が使えなかったため、撮影にはジュビリー線の車両レプリカが用いられている。
本作で、アンダーソンのファーストネームが「フィリップ」だと初めて明かされる。シャーロックの偽装自殺に付けられたコードネーム「ラザロ」（英: Lazarus）は、イエス・キリストによって蘇生したラザロを指すものである。
マイクロフトが両親を連れて行くミュージカルは、『レ・ミゼラブル』である。実際にマイクロフトが辟易してシャーロックに電話を掛けてくるシーンでは、後ろで『民衆の歌』が歌われている。
ラストでシャーロックがジョンに言う、「僕は不死身だ[から生還した]」との台詞は、ゲイティス・モファットによれば、ジョン・ネヴィル主演のホームズ映画 "A Study in Terror" からの引用である。
シーズン3最終話『最後の誓い』のメイキングで、メアリー役のアビントンは、本作と次作『三の兆候』では、『最後の誓い』での展開を知らずに演じていたと語っている。そのため、最終話での展開に、自宅で一緒に読み合わせをしていたフリーマン共々驚いたという。